# Under the Waves
Under the Waves est un jeu vidéo d'aventure sorti le 29 août 2023 et développé par Parallel Studio et édité par Quantic Dream. Le joueur contrôle un plongeur professionnel qui tente de faire face à un traumatisme personnel et à un travail qui peut compromettre ses principes.

## Système de jeu
Après un événement traumatisant, le plongeur des grands fonds Stanley se rend dans l'océan Atlantique avec un robot compagnon sous les auspices de la société UniTrench. Les joueurs contrôlent Stanley alors qu'il explore le monde ouvert et effectue des tâches pour UniTrench. Ils peuvent également rassembler des objets de collection et des objets artisanaux. Au fur et à mesure que les joueurs progressent dans les tâches quotidiennes, ils en apprennent davantage sur le passé de Stanley et les intentions d'UniTrench.

## Développement
Quantic Dream a publié le jeu sur PlayStation 4 et 5, Xbox One et Series X/S, et Windows le 29 août 2023.

## Accueil
Sur Metacritic, Under the Waves a reçu des critiques positives sur Microsoft Windows et des critiques mitigées sur PlayStation 5.  Les testeurs ont déclaré avoir rencontré de nombreux bugs et problèmes techniques,,,. Bien que GamesRadar l'ait qualifié de « émotionnellement résonnant, thématiquement intrigant et visuellement frappant », ils pensent que le récit environnementaliste était parfois trop direct. Commentant les bugs, Video Games Chronicle a déclaré qu'il présentait "beaucoup d'aspérités", mais a affirmé que c'était un jeu mémorable qui "traite des sujets pénibles d'une manière touchante". The Guardian et Push Square ont déclaré avoir continué à jouer malgré les problèmes techniques en raison de l'immersion et de la bande-son du jeu,.